# Старк (округ, Северная Дакота)
Округ Старк (англ. Stark County) располагается в штате Северная Дакота, США. Официально образован в 1879 году. По состоянию на 2013 год, численность населения составляла 28 212 человек.
В округе 7 городов: Белфилд, Гладстон, Дикинсон (административный центр), Ричардтон, Саут-Харт и Тейлор.

## География
По данным Бюро переписи США, общая площадь округа равняется 3 470,603 км2, из которых 3 457,653 км2 — суша, и 12,950 км2, или 0,400 % — это водоёмы.

## Население
По данным переписи населения 2000 года в округе проживает 22 636 жителей в составе 8 932 домашних хозяйств и 5 877 семей. Плотность населения составляет 7,00 человек на км2. На территории округа насчитывается 9 722 жилых строения, при плотности застройки около 3-х строений на км2. Расовый состав населения: белые — 97,52 %, афроамериканцы — 0,23 %, коренные американцы (индейцы) — 0,94 %, азиаты — 0,23 %, гавайцы — 0,03 %, представители других рас — 0,28 %, представители двух или более рас — 0,78 %. Испаноязычные составляли 1,04 % населения независимо от расы.
В составе 32,10 % из общего числа домашних хозяйств проживают дети в возрасте до 18 лет, 54,90 % домашних хозяйств представляют собой супружеские пары, проживающие вместе, 7,90 % домашних хозяйств представляют собой одиноких женщин без супруга, 34,20 % домашних хозяйств не имеют отношения к семьям, 29,10 % домашних хозяйств состоят из одного человека, 11,90 % домашних хозяйств состоят из престарелых (65 лет и старше), проживающих в одиночестве. Средний размер домашнего хозяйства составляет 2,44 человека, и средний размер семьи 3,04 человека.
Возрастной состав округа: 25,50 % — моложе 18 лет, 11,60 % — от 18 до 24, 26,00 % — от 25 до 44, 21,40 % — от 45 до 64, и 21,40 % — от 65 и старше. Средний возраст жителя округа — 37 лет. На каждые 100 женщин приходится 97,00 мужчин. На каждые 100 женщин старше 18 лет приходится 93,00 мужчин.
Средний доход на домохозяйство в округе составлял 32 526 USD, на семью — 41 527 USD. Среднестатистический заработок мужчины был 30 474 USD против 20 000 USD для женщины. Доход на душу населения составлял 15 929 USD. Около 7,90 % семей и 12,30 % общего населения находились ниже черты бедности, в том числе — 11,60 % молодежи (тех, кому ещё не исполнилось 18 лет) и 16,70 % тех, кому было уже больше 65 лет.